# کرنفیلد
کرنفیلد (به انگلیسی: Cranfield) یک روستا و محله مدنی در بریتانیا است که در Central Bedfordshire واقع شده‌است. کرنفیلد ۴٬۹۰۹ نفر جمعیت دارد.